# Rassolnik

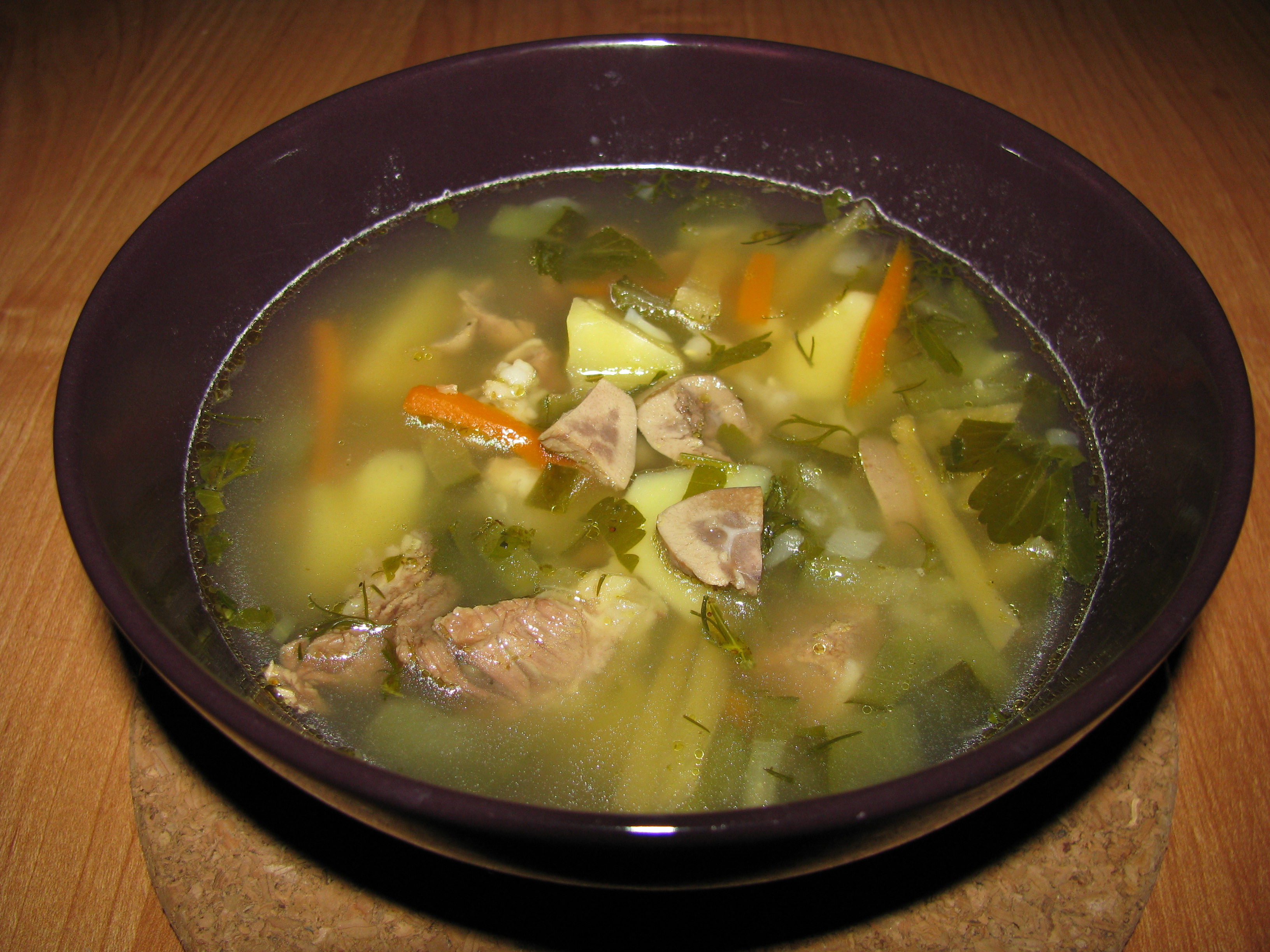
Rassolnik

Rassolnik (russisch рассольник) ist eine leicht säuerliche Fleisch- oder Fischsuppe der russischen und ukrainischen Küche. Der besondere Geschmack entsteht durch kleingeschnittene Salzgurken und deren Lake.
Zur Zubereitung wird Gurkenlake erhitzt (je nach Geschmack mit Wasser verdünnt) und Rindfleisch darin gekocht. Ist das Rindfleisch weich, wird es herausgenommen, zerkleinert, und mit kleingeschnittenem Wurzelgemüse, Zwiebeln, Pfefferkörnern und Lorbeerblättern zurück in den Topf gegeben. Anschließend wird die Suppe noch einmal 10–15 Minuten gekocht und mit Gartenkräutern (v. a. Knoblauchblätter) abgeschmeckt. Die Salzgurken werden erst einige Minuten vor dem Ende der Kochzeit hinzugegeben, da sie sonst zerkochen.
Anstelle von Rindfleisch kann auch Fisch verwendet werden. Meist werden auch Perlgraupen zugegeben.